# 볼프스앙걸

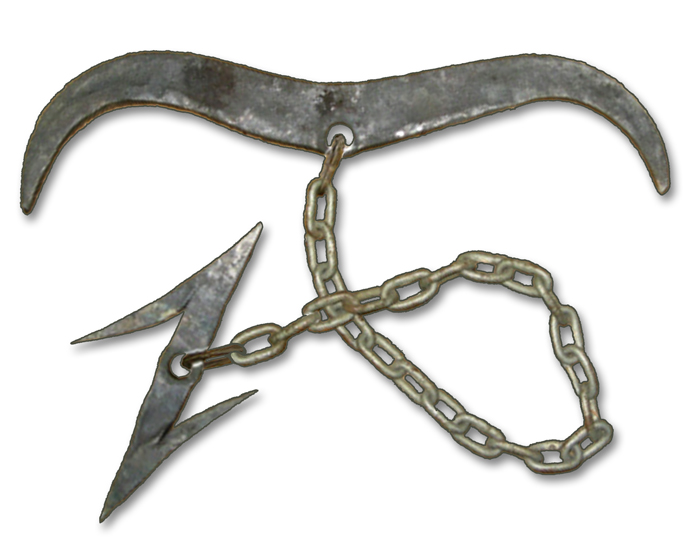

볼프스앙걸(독일어: Wolfsangel [ˈvɔlfsˌʔaŋəl][*])은 독일에서 만들어진 덫사냥용 물체이며 또 그 모양을 딴 문장학에서 사용되는 기호이다.
볼프스앙걸은 두 개의 금속 조각을 사슬로 이어놓은 모습을 하고 있다. 금속 조각 중 하나는 초승달을 닮았고 나머지 하나는 작살표(절반 화살표) 두 개를 앞뒤로 붙인 번개 모양으로 생겼다. "번개"에 고기 따위의 미끼를 끼우고 "초승달"을 큰키나무의 가지와 가지 사이에 걸면 설치가 완료된다. 늑대가 미끼를 물면 작살모양의 번개날이 늑대의 위아래 턱을 뚫고 나무에 매달아 서서히 죽어가게 만든다.
아주 옛날에는 볼프스앙걸이 어떤 마법적 힘을 가지고 있다는 민간신앙도 있었으며, 15세기 독일 농민전쟁 이후로 자유와 독립의 상징이 되기도 했다. 예컨대 1910년 헤르만 뢴츠가 쓴 《늑대인간》에서는 본래 농민이었으나 30년 전쟁에 휘말려 투사가 된 주인공이 볼프스앙걸을 미신적 의미에서 표장으로 사용한다.
국가사회주의 독일 노동자당(이하 나치)이 하켄크로이츠를 상징물로 사용하기 전에 볼프스앙걸을 먼저 사용했던 바 있으며, 제2SS기갑사단 다스 라이히, 제34SS의용척탄병사단 란트스토름 네데를란트 등의 군부대 상징물로도 사용되었다.